# Deronectes sahlbergi
Deronectes sahlbergi är en skalbaggsart som beskrevs av Zimmermann 1932. Deronectes sahlbergi ingår i släktet Deronectes och familjen dykare. Inga underarter finns listade i Catalogue of Life.